# 태풍 메기 (2022년)
태풍 메기(MEGI)는 2022년에 북서태평양에서 발생한 제2호 태풍이다. MEGI는 대한민국에서 제출한 이름으로 메기를 의미한다.

## 태풍의 진행
2022년 제2호 태풍 메기는 4월 10일 9시에 중심기압 998hPa, 최대풍속 18m/s, 강풍 반경 280km의 열대폭풍으로 필리핀 세부 동북동쪽 약 230km 부근 해상에서 발생하였다.(일본 기상청 태풍정보 속보치 기준) 발생 이후 추가 발달 없이 레이테만에서 거의 정체하다가 4월 11일 6시에 중심기압 1000hPa, 10분 평균 풍속 18m/s, 강풍 반경 220km의 세력으로 필리핀 레이테섬에 상륙하였다. 레이테섬 상륙 이후 레이테만으로 다시 빠져나간 뒤 거의 정체하다가 4월 11일 18시에 중심기압 1000hPa, 10분 평균 풍속 18m/s의 세력으로 필리핀 사마르섬에 상륙하였다. 레이테만으로 다시 진출한 뒤 거의 정체하면서 맴돌다가 4월 12일 3시에 중심기압 1000hPa, 10분 평균 풍속 18m/s의 세력으로 필리핀 사마르섬에 다시 상륙한 이후 육상 마찰과 태풍 말라카스와의 후지와라 효과로 인해 약화되면서 필리핀해로 진출하였고, 한국 기상청 기준으로는 4월 12일 9시에 필리핀 세부 동북동쪽 약 230km 부근 해상에서 중심기압 1002hPa의 열대저압부로 소멸하였다고 발표하였다. 일본 기상청 기준으로는 4월 12일 15시에 필리핀 세부 북동쪽 약 243km 부근 해상에서 중심기압 1002hPa의 열대저압부로 소멸하였다고 발표하였다.

## 제명
필리핀 정착하면서 폭우를 뿌려 214명이 사망하고 2억 달러의 재산 피해를 내어 제명 되었다.

## 같이 보기
- 태풍 하이옌 (2013년)
- 태풍 장미 (2014년)
- 태풍 판폰 (2019년)
- 태풍 라이 (2021년)